# Lipaia, Alba
Lipaia este un sat în comuna Bistra din județul Alba, Transilvania, România.